# Bill Henderson
Pour les articles homonymes, voir Henderson.
William Randall « Bill » Henderson, né le 19 mars 1926 à Chicago et mort le 3 avril 2016 à Los Angeles, est un acteur et chanteur de jazz américain,.

## Biographie
Bill Henderson est né à Chicago, dans l'Illinois.
Il commença sa carrière de musicien en 1952, en jouant avec Ramsey Lewis, et fit ses premiers enregistrements comme leader après avoir déménagé à New York en 1958. Il fit ensuite un enregistrement avec le pianiste de jazz Horace Silver sur une version vocale de Señor Blues de Silver, qui fut un succès de juke-box au milieu des années 1950 et demeure une des meilleures ventes en single du label de jazz Blue Note. De plus, Henderson joua et fit des enregistrements avec Oscar Peterson (Bill Henderson with the Oscar Peterson Trio), Jimmy Smith, Count Basie, Youssef Lateef, et Eddie Harris. Il fut sous contrat avec le label Vee Jay de 1958 à 1961, qui enregistra son premier album comme leader, Bill Henderson Sings (1958), accompagné du trompettiste Booker Little.
À partir du milieu des années 1970, il fit des apparitions secondaires à la télévision. Ses rôles au cinéma ont suivi la même tendance, des seconds rôles mineurs. Il enregistra également ses propres bandes sonores comme la chanson King Blues pour la comédie Get Crazy (1983). Il fit une apparition comme invité sur l'album de Charlie Haden The Art of the Song (1999).

## Discographie
- Bill Henderson Sings (avec Ramsey Lewis Trio & Wynton Kelly Sextet, arr. Benny Golson et Ernie Wilkins, Vee-Jay, 1958)
- Bill Henderson, Please Send Me Someone to Love (Eddie Harris, Joe Diorio (en), Rail Wilson, Vee-Jay, 1960)
- Bill Henderson, Self-titled (avec Eddie Higgins Trio, Tommy Flanagan Quartet, Thad Jones Big Band, Jimmy Jones Strings, Vee-Jay, 1961)
- Bill Henderson with the Oscar Peterson Trio (en) (piano Oscar Peterson, bassiste Ray Brown, batteur Ed Thigpen, Verve, 1963)
- Bill Henderson, When My Dreamboat Comes Home (Verve, 1965)
- Bill Henderson Live in concert with the Count Basie Band (Monad, 1965)
- Bill Henderson, Live at the Times (Joyce Collins & Dave Mackay (en), Discovery, 1975)
- Bill Henderson Live, Joey Revisited (Steve LaSpina's, Dave Mackay, Joyce Collins, Jerry Coleman, Monad, 1976)
- Bill Henderson, Street of Dreams (Joyce Collins & Dave Mackay, Discovery, 1979)
- Bill Henderson, Something's Gotta Give (Dave Mackay, Jim Hughart, Jimmie Smith, Joey Baron, Joyce Collins, Pete Christlieb, Discovery, 1979)
- Bill Henderson, A Tribute to Johnny Mercer (avec Joyce Collins & Dave Mackay, Discovery, 1981)
- Nancy Wilson Presents Great Jazz Night - Red Hot & Cool II (featuring Bill Henderson, LaserDisc, 1990)
- White Men Can’t Jump (Soundtrack, 20th Century Fox, 1992)
- Charlie Haden Quartet West, The Art of the Song (Shirley Horn, Bill Henderson, avec le Charlie Haden Quartet West, Polygram, 1999)
- Mike Melvoin with Charlie Haden featuring Bill Henderson, The Capital Sessions (2000 Naim Audio Ltd)
- Bill Henderson, Live at the Kennedy Center (Ed Vodicka Trio, WebOnlyJazz, 2006)
- Beautiful Memory:Bill Henderson Live at the Vic (Tateng Katindig (p), Chris Conner (b), Roy McCurdy (d), Ahuh Productions, 2008)

Compilations:
- Bill Henderson, His Complete Vee Jay Recordings Volume 1 (Vee Jay, 1993)
- Bill Henderson, His Complete Vee Jay Recordings Volume 2 (Vee Jay, 2000)

45 tours:
- Bill Henderson/Horace Silver, "Señor Blues"/"Tippin'" (Blue Note, 1958)
- Bill Henderson/Jimmy Smith, "Ain't No Use"/"Angel Eyes" (Blue Note, 1958), sur la réédition du CD Softly as a Summer Breeze
- Bill Henderson/Jimmy Smith, "Ain't That Love"/"Willow Weep for Me" (Blue Note 1958), sur la réédition dito ;
- Bill Henderson, "Sleepy"/"It Never Entered My Mind" (Vee Jay, 1960)
- Bill Henderson, "Bad Luck"/"Bye Bye Blackbird" (Vee Jay, 1960)
- Bill Henderson, "Sweet Pumpkin"/"Joey, Joey, Joey" (Vee Jay, 1960)
- Bill Henderson, "Sweet Georgia Brown"/"My How The Time Goes By" (Vee Jay, 1961)
- Bill Henderson, "When My Dream Boat Comes Home"/"Who Can I Turn To" (Verve, 1964)
- Bill Henderson, "Lay Down Your Weary Tune"/"If I Could Be With You" (Verve, 1964)
- Bill Henderson, "Bend Over Backwards"/"What Are You Doing the Rest of Your Life?" (WB, 1970)
- Bill Henderson, "Send In the Clowns"/"Send in the Clowns" (from Live at the Times, side 1-45, side 2-331⁄3, Classic Discovery JP, 1975)

## Filmographie
- Trouble Man (1972) – Jimmy, Pool Room Owner
- Silver Streak (1976) – Red Cap
- Ambulances tous risques (1976) – Charles Taylor
- Continental Divide (1981) – Train Conductor
- Get Crazy (1983) – King Blues
- Les Aventures de Buckaroo Banzaï à travers la 8e dimension (1984) – Casper Lindley
- Cluedo (1985) – The Cop
- Fletch aux trousses (1985) – Speaker
- Wisdom (1986) – Theo
- La Loi de Murphy (1986) – Ben Wilcove
- How I Got Into College (1989) – Detroit High School Coach
- Cadence de combat (No Holds Barred) (1989) – Charlie
- Cousins (1989) – Valhalla Band
- La Vie, l'Amour, les Vaches (1991) – Dr Ben Jessup
- Les blancs ne savent pas sauter (1992) – Member of the Venice Beach Boys
- Maverick (1994) – Mr. Hightower, Riverboat Poker Player
- Les Fantômes du passé (1996) – Minister
- Les Seigneurs de Harlem (Hoodlum) (1997) – Mr. Redmond
- Complots (Conspiracy Theory) (1997) – Hospital Security
- L'Arme fatale 4 (1998) – Angry Patient
- Trippin' (1999) – Gramps Reed
- The Alibi (2006) – Counterman

## Apparitions à la télévision
- Happy Days
- Sanford and Son
- The Jeffersons
- What's Happening!!
- Good Times
- L'Incroyable Hulk (The Incredible Hulk)
- Harry O
- Ad Lib
- Drôle de vie
- Capitaine Furillo
- MacGyver (1987 : saison 2, épisode 12 "L'anniversaire") : Le vendeur de la station service
- Benson
- Dans la chaleur de la nuit
- New York Police Blues
- Dingue de toi
- Urgences
- Beyond Belief: Fact or Fiction
- Malcolm & Eddie
- Sept à la maison
- Cold Case : Affaires classées
- Earl